# Hans-Jürgen Wagener
Hans-Jürgen Wagener (* 22. Juli 1941 in Dresden) ist ein deutscher Ökonom und Volkswirtschaftler.

## Leben
Hans-Jürgen Wagener studierte Wirtschaftswissenschaften in München und Berlin. 1966 machte er an der Ludwig-Maximilians-Universität München sein Diplom in Volkswirtschaft, 1968 schloss er ein Aufbaustudium Ostwirtschaft an der LMU ab. 1971 wurde er an der LMU mit der Arbeit "Wirtschaftswachstum in unterentwickelten Gebieten : Ansätze zu einer Regionalanalyse der Sowjetunion" promoviert.
Von 1970 bis 1973 war er zunächst wissenschaftlicher Assistent am Osteuropa-Institut München, von 1973 bis 1975 wissenschaftlicher Assistent am Wiener Institut für Internationale Wirtschaftsvergleiche (wiiw). 1975 erhielt er einen Ruf als Professor für Ökonomie an die Rijksuniversiteit Groningen, Niederlande. 1993 wechselte er als Professor für Volkswirtschaftslehre, insbesondere Wirtschafts- und Ordnungspolitik an die Europa-Universität Viadrina in Frankfurt (Oder). Dort war er Gründungsdirektor des Frankfurter Institut für Transformationsstudien (FIT).
Er war Vorsitzender des Ausschusses zum Vergleich von Wirtschaftssystemen im Verein für Socialpolitik von 1987 bis 1990 und 1993/94 Präsident der EACES - European Association for Comparative Economic Studies. 1999 bis 2000 war H.-J. Wagener Fellow am Wissenschaftskolleg zu Berlin.
Wagener ist Mitherausgeber der Magazine und Zeitschriften „Economic Systems“, „Economics of Planning“, „Acta Oeconomica“ und „Jahrbuch Ökonomie und Gesellschaft“.

## Schriften
Bücher:
- Europäische Integration. Recht und Ökonomie, Geschichte und Politik. Vahlen 2006, ISBN 3-8006-3267-5. (zusammen mit Thomas Eger und Heiko Fritz)
- Elementen van economische orde. Wolters Noordhoff, Groningen 1988.
- Zur Analyse von Wirtschaftssystemen. Eine Einführung. Springer, Berlin 1979
  - niederländisch: Economische systemen. Theorieën, instituties en doelstellingen. Samson Uitgeverij, Alphen a.d. Rijn / Brussel 1980.
- Wirtschaftswachstum in unterentwickelten Gebieten. Ansätze zu einer Regionalanalyse der Sowjetunion. Duncker & Humblot, Berlin 1972.

Herausgegebene Bücher und Sonderausgaben:
- mit Helga Schultz: Die DDR im Rückblick, Politik, Wirtschaft, Gesellschaft, Kultur. Ch. Links, Berlin 2007.
- mit Timm Beichelt, Bożena Choluj und Gerard C. Rowe: Europa-Studien. Eine Einführung. VS Verlag für Sozialwissenschaften, Wiesbaden 2006.
- mit Martin T. Bohl: Emerging financial systems in Central and Eastern Europe: Financial institutions and asset pricing. In: Economic Systems. 28-2, 2004.
- mit Stefan Voigt: Constitutions, Markets and Law. Recent Experiences in Transformation Economies. Eward Elgar, Cheltenham 2002.
- mit Jan Joerden und Anna Schwarz: Universitäten im 21. Jahrhundert. Springer, Berlin 2001.
- mit Richard Rottenburg und Herbert Kalthoff: Facts and Figures: Economic Representations and Practices Ökonomie und Gesellschaft. In: Jahrbuch. 16, Metropolis, Marburg 2000.
- mit Eckehard Rosenbaum und Frank Bönker: Privatization, Corporate Governance and the Emergence of Markets. Macmillan, Basingstoke 2000.
- mit Katharina Müller und Andreas Ryll: Transformation of Social Security: Pensions in Central-Eastern Europe. Physica, Heidelberg 1999.
- Economic Thought in Communist and Post-Communist Europe. Routledge, London 1998.
- mit Heiko Fritz: Im Osten was Neues. Aspekte der EU-Osterweiterung. Dietz, Bonn 1998.
- The Political Economy of Transformation. Physica, Heidelberg 1994.
- On the Theory and Policy of Systemic Change. Physica, Heidelberg 1993.
- Anpassung durch Wandel. Evolution und Transformation von Wirtschaftssysteme. (Schriften des Vereins für Socialpolitik, NF Band 206) Duncker & Humblot, Berlin 1991.
- Monetäre Steuerung und ihre Probleme in unterschiedlichen Wirtschaftssystemen. (Schriften des Vereins für Socialpolitik, NF Band 191) Duncker & Humblot, Berlin 1990.
- mit Jan Willem Drukker: The Economic Law of Motion of Modern Society. A Marx - Keynes - Schumpeter Centennial. Cambridge University Press, Cambridge 1986.
- Demokratisierung der Wirtschaft. Möglichkeiten und Grenzen im Kapitalismus. Campus, Frankfurt am Main 1980.
- mit Franz-Lothar Altmann und Oldrich Kyn: On the Measurement of Factor Productivities. Theoretical Problems and Empirical Results. Vandenhoeck & Ruprecht, Göttingen 1976.

Übersetzungen:
- J.A. Schumpeter: Alte und neue Bankpolitik. In: Chr. Seidl, W.F. Stolper (Hrsg.): Aufsätze zur Tagespolitik. Mohr, Tübingen 1993, S. 78–93 (aus dem Niederländischen)
- Alec Nove: Das sowjetische Wirtschaftssystem. Nomos, Baden-Baden 1980.
- F. Perroux: Frankreichs Wirtschaftsprojektion. Berlin Verlag, Berlin 1964.